# Catopsis pisiformis
Catopsis pisiformis är en gräsväxtart som beskrevs av Werner Rauh. Catopsis pisiformis ingår i släktet Catopsis och familjen Bromeliaceae.
Artens utbredningsområde är Panamá. Inga underarter finns listade i Catalogue of Life.